# 福岡高速1号香椎線

福岡高速1号線を望む

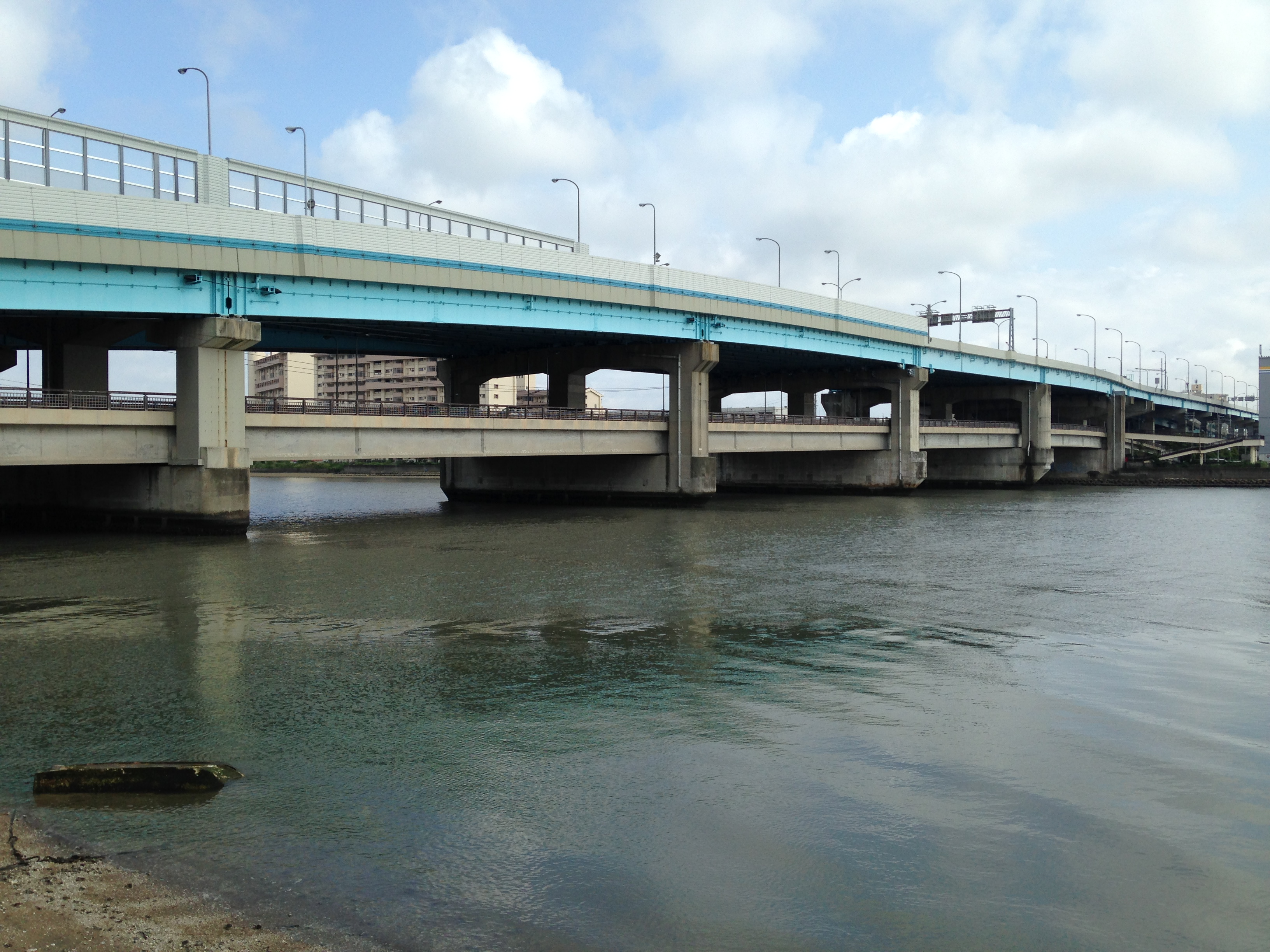
多々良川に架かる名島弁天橋。上層は福岡高速1号香椎線

福岡高速1号香椎線（ふくおかこうそく1ごうかしいせん、Route 1 Kashi Line）は、福岡県福岡市の、香椎東出入口から千鳥橋JCTへ至る福岡高速道路の路線（通称名）である。
本項目では、路線名としての福岡高速1号線についても記す。

## 概要
福岡高速道路の5路線の中で最も古い路線である。本線（出入口部等除く通常時）は全線60km/h規制。
貝塚JCT - 東浜出入口は  アジアハイウェイ1号線の一部となっている。

### 福岡高速1号線
路線としての「福岡高速1号線」の概要は以下の通りである。
- 区間: 福岡市東区香住ヶ丘二丁目 - 福岡市西区福重3丁目
- 延長: 18.0 km
- 事業費: 3,167億円（単価: 176億円/km）
- 幅員: 17.50-18.50 m / 12.25 m×2層
- 工期: 1971年 - 2011年

路線としては、1号香椎線と呼ばれる区間の他、環状線の千鳥橋JCT - 福重JCTの区間を含む。環状線の区間は2012年7月の福重JCTの渡り線開通により全路線に通称名が付与された際に、1号香椎線と別の呼称を与えられたものである。
なお、本項目においては、特に記さない限り「1号香椎線」と呼ばれる区間について記す。

## 路線番号
1

## 接続高速道路
- 福岡高速6号アイランドシティ線（香椎浜JCTで接続）
- 福岡高速4号粕屋線（貝塚JCTで接続）
- 福岡高速環状線（千鳥橋JCTで接続）

## 出入口など
- 出入口番号欄の背景色が■である部分については道路が供用済みの区間を示す。
- 路線名の特記がないものは市道。

| 出入口 番号 | 施設名       | 接続路線名                               | 起点から (km) | 備考             | 所在地 |
| ----------- | ------------ | ---------------------------------------- | ------------- | ---------------- | ------ |
| 101         | 香椎東出入口 | 国道3号（香椎バイパス） 北九州・古賀方面 | 0.0           |                  | 東区   |
| 102         | 香椎出入口   | 国道495号 和白・海の中道海浜公園方面     | 0.9           | 千鳥橋方面出入口 | 東区   |
| -           | 香椎浜JCT    | （6）アイランドシティ線                  | 1.9           | 千鳥橋方面接続   | 東区   |
| 103         | 香椎浜出入口 |                                          | 2.3           | 千鳥橋方面出入口 | 東区   |
| 104         | 名島出入口   |                                          | 3.6           | 千鳥橋方面出入口 | 東区   |
| TB          | 名島料金所   | 本線料金所                               | 3.7           | 百道・天神方面   | 東区   |
| -           | 貝塚JCT      | （4）粕屋線                              | 4.4           |                  | 東区   |
| 105         | 箱崎出入口   |                                          | 6.0           | 千鳥橋方面出入口 | 東区   |
| 106         | 東浜出入口   |                                          | 6.8           | 貝塚方面出入口   | 東区   |
| 107         | 東浜出入口   |                                          | 6.8           | 千鳥橋方面出入口 | 東区   |
| -           | 千鳥橋JCT    | （C）環状線                              | 7.7           |                  | 博多区 |

## 歴史
- 1980年（昭和55年）10月20日 - 福岡高速道路の1次供用区間（初開通区間）として香椎出入口 - 東浜出入口供用開始[4][5]。
- 1983年（昭和58年）10月6日 - 2次供用区間として東浜出入口 - 築港出入口供用開始[4][5]。
- 1986年（昭和61年）4月23日 - 3次供用区間（千鳥橋JCT - 呉服町出入口）供用開始に伴い、千鳥橋JCT運用開始[5]（ただしこの時点では香椎-呉服町・築港方面の分岐合流のみ[4]）。
- 1988年（昭和63年）10月31日 - 千鳥橋JCT渡り線（呉服町 - 築港方面）供用開始[4][5]。
- 1991年（平成3年）3月21日 - 6次供用区間の一部として東浜西出口供用開始[5]。
- 1992年（平成4年）4月23日 - 6次供用区間の一部として名島出入口供用開始[5]。
- 1992年（平成4年）7月1日 - 6次供用区間の一部として東浜西入口供用開始[5]。
- 1993年（平成5年）4月2日 - 7次供用区間として香椎東出入口 - 香椎出入口供用開始、全線開通[4][5]。
- 2012年（平成24年）7月21日 - 環状線運用開始にあわせ、香椎東 - 千鳥橋JCTに「香椎線」（香椎線1）の通称名が付与される。
- 2021年（令和3年）3月27日 - 香椎浜JCT供用開始により、6号アイランドシティ線と接続[6]。

## 車線・最高速度
| 区間                | 車線 上下線=上り線+下り線 | 最高速度 |
| ------------------- | ------------------------- | -------- |
| 香椎東 - 貝塚JCT    | 4=2+2                     | 60 km/h  |
| 貝塚JCT - 千鳥橋JCT | 6=3+3                     | 60 km/h  |

## 交通量
24時間交通量（台）　道路交通センサス
| 区間                                | 平成17（2005）年度 | 平成22（2010）年度 | 平成27（2015）年度 |
| ----------------------------------- | ------------------ | ------------------ | ------------------ |
| 香椎東出入口 - 香椎出入口           | 34,540             | 31,628             | 20,254             |
| 香椎出入口 - 香椎浜出入口           | 34,540             | 31,628             | 25,092             |
| 香椎浜出入口 - 名島出入口           | 34,540             | 31,628             | 33,850             |
| 名島出入口 - 貝塚JCT                | 34,540             | 31,628             | 35,586             |
| 貝塚JCT - 箱崎出入口                | 74,726             | 74,343             | 71,790             |
| 箱崎出入口 - 東浜出入口（東）       | 74,726             | 74,343             | 79,881             |
| 東浜出入口（東） - 東浜出入口（西） | 74,726             | 74,343             | 79,881             |
| 東浜出入口 - 千鳥橋JCT              | 74,726             | 74,343             | 81,096             |

（出典：「平成22年度道路交通センサス」・「平成27年度全国道路・街路交通情勢調査」（国土交通省ホームページ）より一部データを抜粋して作成）
- 令和2年度に実施予定だった交通量調査は、新型コロナウイルスの影響で延期された[7]。

## 参考資料
- 福岡北九州高速道路公社『ふくきたネットワーク』（PDF）（レポート）2012年7月。2013年6月5日閲覧。
- 福岡北九州高速道路公社40年史編集委員会, ed (2012-12) (PDF). 福岡北九州高速道路公社40年史 2013年6月5日閲覧。